# Laurine van Riessen
Laurine van Riessen (ur. 10 sierpnia 1987 w Lejdzie) – holenderska łyżwiarka szybka i kolarka torowa, brązowa medalistka olimpijska i wicemistrzyni świata.

## Kariera
Specjalizuje się w dystansach sprinterskich. Największy sukces w karierze osiągnęła w 2010 roku, kiedy zdobyła brązowy medal na dystansie 1000 m na igrzyskach olimpijskich w Vancouver. W zawodach tych wyprzedziły ją jedynie Kanadyjka Christine Nesbitt oraz inna Holenderka, Annette Gerritsen. Na tych samych igrzyskach była siedemnasta w biegu na 1500 m i dziewiętnasta na 500 m. Zdobyła też dwa medale na mistrzostwach świata juniorów w Innsbrucku, zwyciężając w biegu drużynowym i zajmując drugie miejsce w wieloboju. W 2014 roku wzięła udział igrzyskach olimpijskich w Soczi, gdzie w swoim jedynym starcie, biegu na 500 m, zajęła jedenaste miejsce. Kilkakrotnie stawała na podium zawodów Pucharu Świata, najlepsze wyniki osiągając w sezonie 2008/2009, kiedy zajęła trzecie miejsce w klasyfikacji końcowej 1000 m. Wyprzedziły ją jedynie Christine Nesbitt i Kristina Groves.
W 2015 roku osiągnęła pierwszy sukces w kolarstwie torowym, zdobywając wspólnie z koleżankami z reprezentacji brązowy medal w sprincie drużynowym podczas mistrzostw Europy w Grenchen. Trzy lata później w tej samej konkurencji wywalczyła srebrny medal na mistrzostwach świata w Apeldoorn.